# Cervélo Cycles

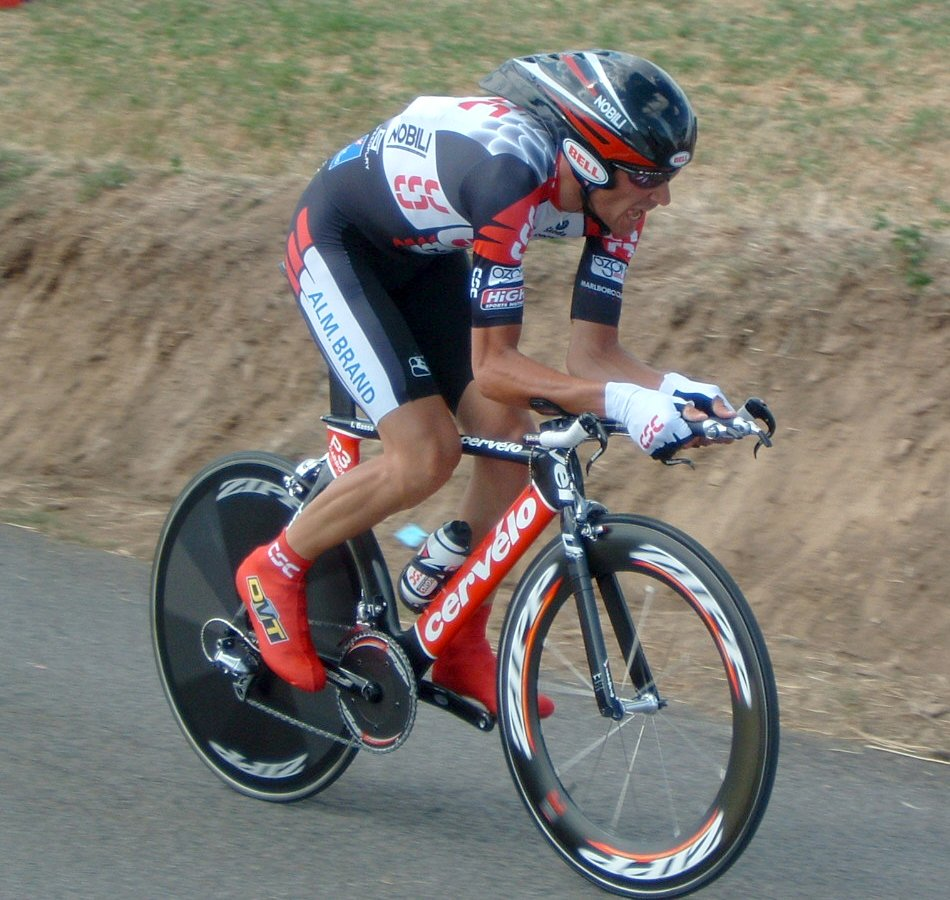
Ivan Basso sobre una Cervélo P3C.

Cervélo Cycles, o Cervélo, es una empresa canadiense fabricante de bicicletas de carretera fundada en el año 1995. Sus fundadores, Phil White y Gérard Vroomen, son los copresidentes de la compañía y todavía continúan dirigiéndola.
Desde 2009, es el patrocinador principal del equipo ciclista profesional Cervélo Test Team.
Originalmente, Cervélo era una empresa que se dedicaba a desarrollar y fabricar bicicletas de contrarreloj, hasta que en el año 2002, una todavía desconocida Cervélo provee de bicicletas al equipo ciclista profesional de Dinamarca el CSC.
Los productos diseñados por Cervélo son de las más alta calidad, con materiales como la fibra de carbono, con diseño informatizado de dinámica de fluidos para sus cuadros para hacerlos lo más aerodinámicos posibles, contando para ello con un equipo propio de investigadores. Cervélo diseña, pero no fabrica todos los cuadros de fibra de carbono, porque para ello tiene una subcontrata en China. 
Las características más importantes de las bicicletas diseñadas por Cervélo son sus cuadros compactos y sus tubos aerodinámicos. Los modelos de Cervélo se dividen en tres importantes divisiones : Las bicicletas ultraligeras de carretera, las bicicletas para contrarreloj y triatlón y las bicicletas de carretera.

## Bicicletas ultraligeras
- R5 CA
- R3
- R3 SL
- RS

## Bicicletas contrarreloj y triatlón
- Dual
- P1
- P2
- P3 (la más elegida por los atletas profesionales)
- P4

La P4 no tuvo tanto éxito como la P3, grandes triatletas como Eduardo Martin Sturla dejaron la P4 para volver a la P3, así como también del nivel de Diego "linterna" Orlandini eligieron la p2 por economía entre la relación precio y eficiencia...
- P5 (La nueva bicicleta para triatlón y contrarreloj)

## Bicicletas de carretera
- Soloist Carbon
- Soloist Team
- SLC-SL
- Popori SL

## Bicicletas de Gravel
- Aspero 5
- Aspero